# Alte Kirche (Sankt Augustin-Menden)

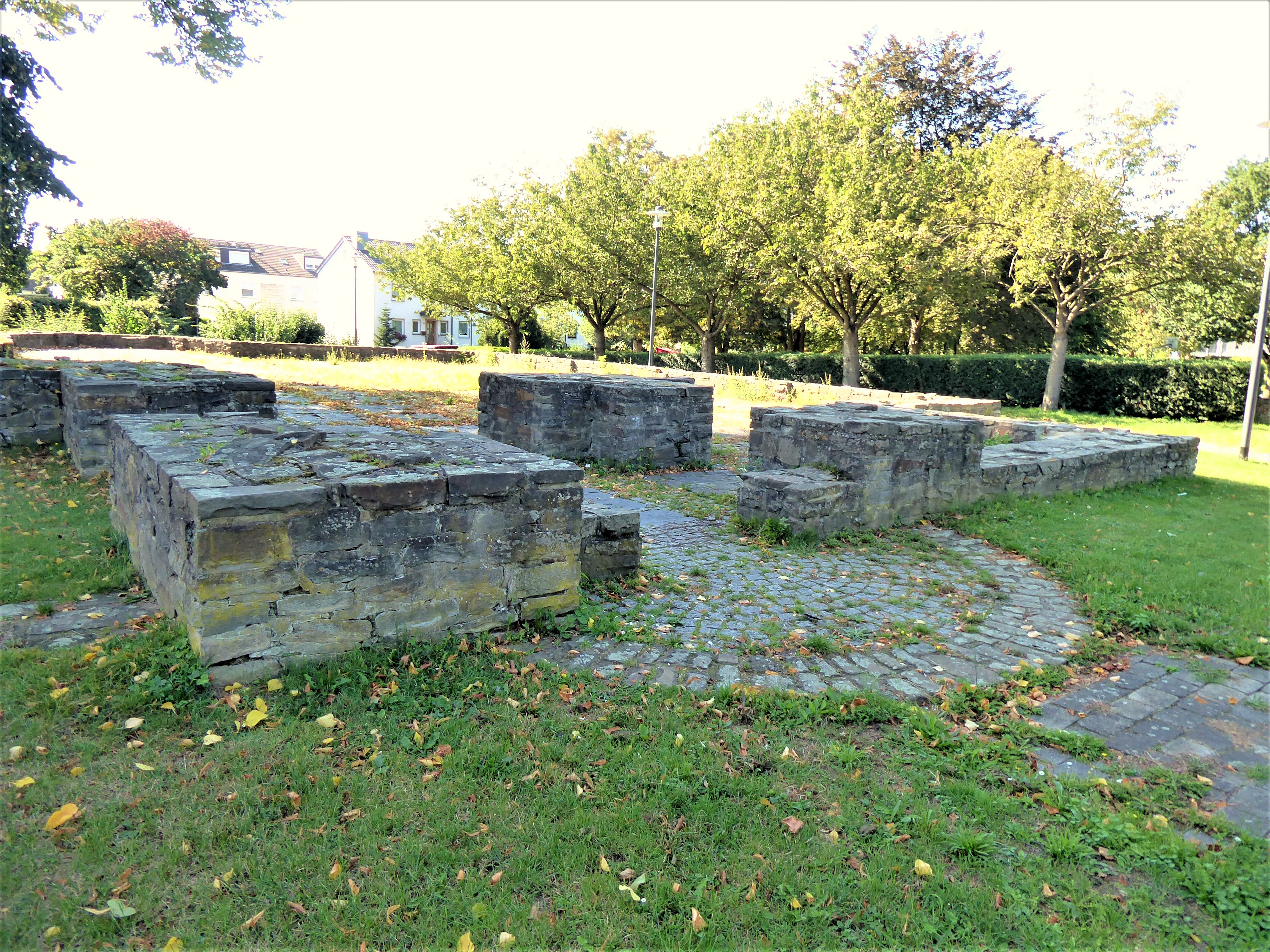
Die Grundmauern der Alten Kirche. Blick zum Turm mit Markierung der Ostapsis

Die Alte Kirche ist die Ruine der früheren römisch-katholischen Pfarrkirche zu Menden, einem Ortsteil von Sankt Augustin (Rhein-Sieg-Kreis) in Nordrhein-Westfalen. Sie befindet sich in einem Park nördlich der Straße An der Alten Kirche.

## Geschichte
Bei der Gründung der Abtei Siegburg wurde dem neuen Kloster durch Erzbischof Anno II. 1064 ein Drittel der Augustinuskirche zu Menden geschenkt. Um 1300 fand die Kirche im liber valoris Erwähnung.
Die bis in das 19. Jahrhundert noch erhaltene romanische Augustinuskirche stammte aus dem 12. Jahrhundert. Sie war eine zweischiffige Kirche, deren Hauptschiff im Osten ein viergeschossiger Chorturm vorgesetzt war. Damit entsprach die Kirche dem für die Region nicht ungewöhnlichen Typus von Chorturmanlagen, die vor allem im Umfeld der dem Cassius-Stift und dem Stift Vilich inkorporierten Pfarrkirchen entstanden waren. 
Um 1800 verlor die Kirche ihre typische Ostung, indem die Apsis am Chorturm entfernt und dem Hauptschiff im Westen ein neuer Chor angefügt wurde. Zusätzlich wurden zwei Arkadenpfeiler zum Seitenschiff entfernt. 1872 wurde der romanische Turm wegen Baufälligkeit bis auf die Turmhalle abgebrochen. Nach Errichtung der größeren neoromanischen St. Augustinuskirche wurde die alte Kirche schließlich 1896 ganz niedergelegt. Die alte Kirche ist durch Aufmauerung der Grundmauern kenntlich gemacht worden.

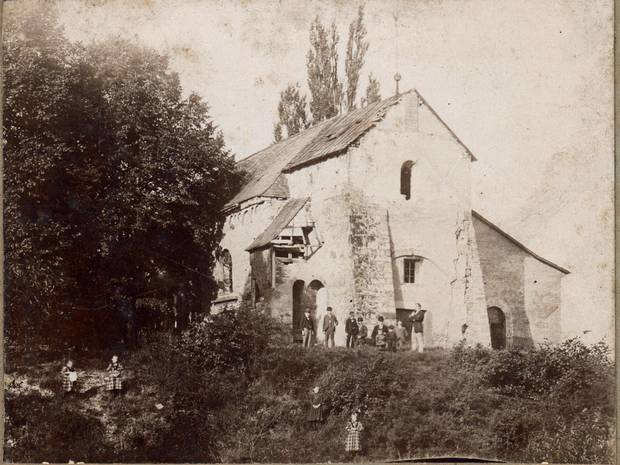
Foto der Kirche (1870er Jahre). Zustand nach dem Abbruch des Turmes
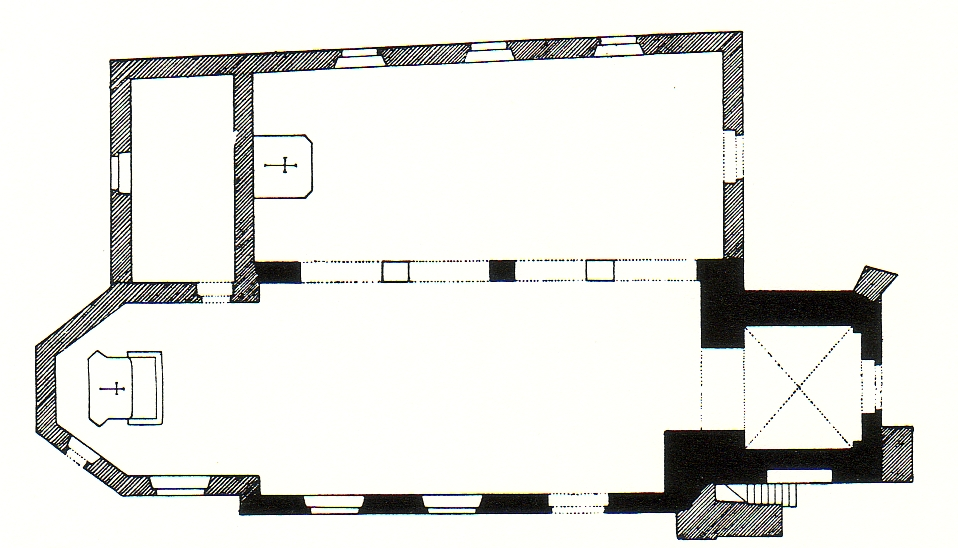
Grundriss der alten Kirche nach Entfernung der Turmapsis und Chorneubaus
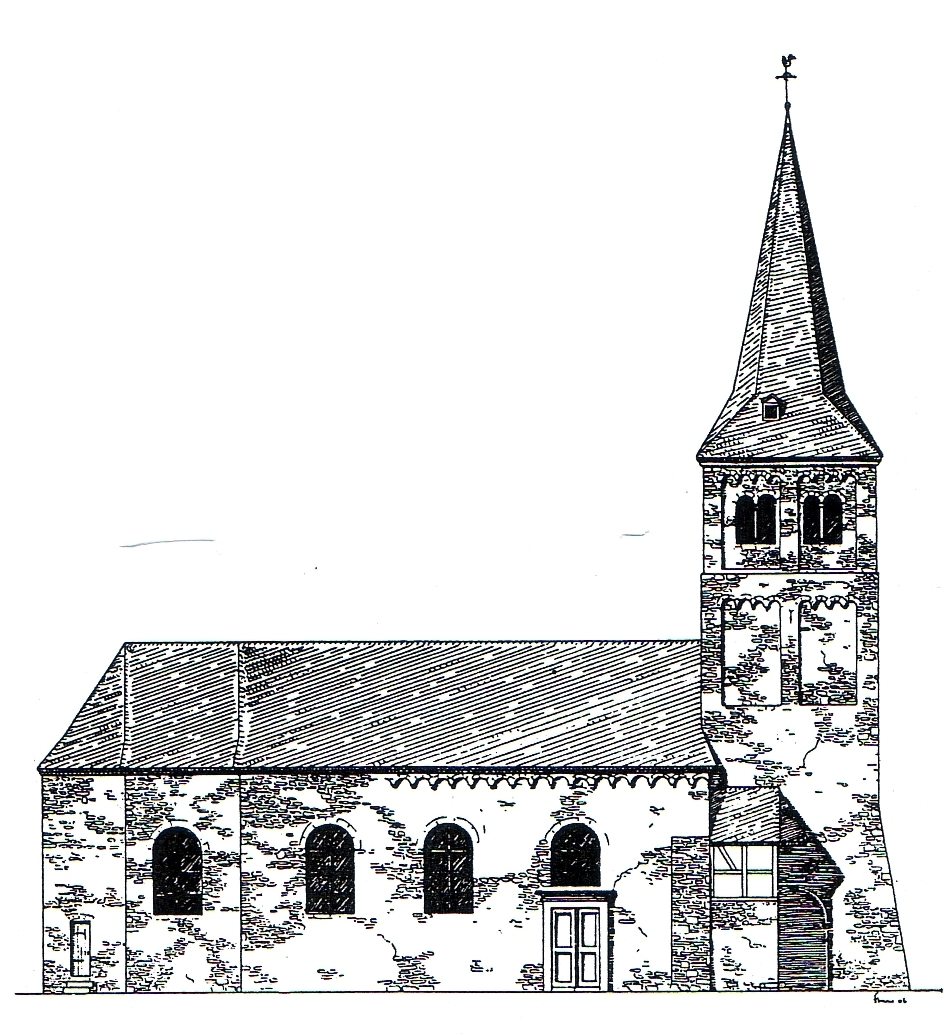
Der romanische Turm nach Entfernung der Apsis
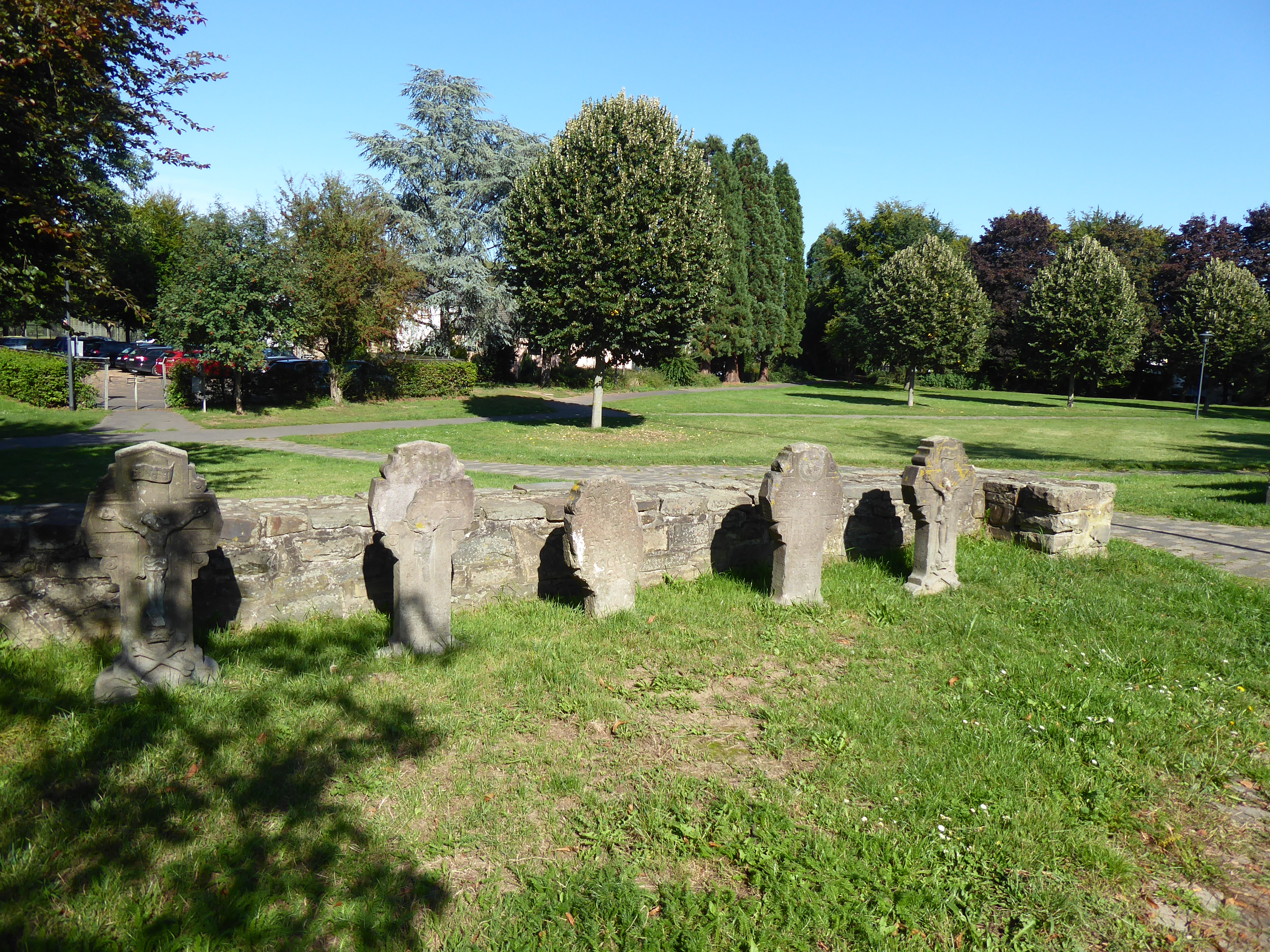
Unter Denkmalschutz stehende Grabkreuze an der alten Grundmauer